# 치경 비음
치경 비음(齒莖鼻音)은 자음의 하나로 이나 잇몸에서 조음되는 비음이다.

## 특징
- 조음 방법은 조음기관 내의 공기의 흐름을 차단하여 만드는 파열음이다.
- 발성 기관 속의 공기의 흐름을 차단하고, 일부를 코로 흐르게 했다가 내는 비음이다.
- 혀를 치조나 그 주변에 대는 치경음이다.
- 조음할 때 성대가 울리는 유성음이다.
- 코와 입을 통하여 공기가 빠져나가는 비강음이다.
- 기류가 혀 옆이 아니라 중앙으로 빠져나가는 중설음이다.
- 발성 방법은 인후나 입이 아니라 폐로부터 발성기관으로 공기가 빠져나가는 폐장기류음이다.

## 발음의 예
- 한국어: ㄴ 뒤에 /i, j/가 오지 않을 때, 뒤에 초성 ㄴ이 오는 받침 ㄷ에서 이 소리가 난다.
- 일본어: な, ぬ, ね, の의 첫소리와 n, t, d, r, ts, z 앞에 오는 ん(ン)에서 이 소리가 난다.
- 아랍어: ن에서 이 소리가 난다.
- 현대 그리스어: ν에서 이 소리가 난다.
- 네덜란드어, 영어, 카탈루냐어, 핀란드어, 말레이어, 노르웨이어, 프랑스어, 스웨덴어, 하와이어, 웨일스어, 서프리슬란트어, 헝가리어, 독일어, 루마니아어, 슬로바키아어, 바스크어, 슬로베니아어, 체코어, 스페인어, 폴란드어, 포르투갈어, 이탈리아어, 우즈베크어, 라트비아어: désin, bank, español처럼, 비모음, 연구개화, 경구개화하는 것을 제외한 n에서 이 소리가 난다.
- 세르보크로아트어: 키릴 문자 표기의 н, 라틴 문자 표기의 n에서 이 소리가 난다.
- 타밀어: ந்에서 이 소리가 난다.
- 표준 중국어, 광둥어, 눠쑤어, 푸셴어, 하카어, 차오저우어: 병음 n에서 이 소리가 난다.
- 러시아어, 벨라루스어, 불가리아어, 우크라이나어, 마케도니아어: н에서 이 소리가 난다.
- 총가어: n, nh, nw, nhw에서 이 소리가 난다. nh는 유기음, nw는 순음화, nhw는 순음화 유기음이다.
- 서부 크리어: 크리 음절 문자 표기의 ᓀ, ᓂ, ᓄ, ᓇ, ᓃ, ᓅ	, ᓈ의 첫소리와	ᐣ, 라틴 문자 표기의 n에서 이 소리가 난다.